# NGC 2510
NGC 2510 è una galassia lenticolare situata nella costellazione del Cane Minore, a una distanza di circa 203 milioni di anni luce dalla nostra Via Lattea.

## Scoperta
La galassia è stata scoperta il 31 gennaio 1851 dall'astronomo irlandese Bindon Stoney.